# Д’Антен, Луи Антуан де Пардайан де Гондрен
Луи Антуан де Пардайан де Гондрен, герцог д’Антен (фр. Louis Antoine de Pardaillan de Gondrin; 5 сентября 1665, Париж — 2 ноября 1736, Париж) — французский аристократ, маркиз Антена, Гондрена и Монтеспана (1691 год), затем первый герцог Антен и пэр Франции (1711 год). Директор резиденций короля в период с 1708 по 1736 год. Глава Совета по внутренним делам в эпоху регентства при малолетнем короле Людовике XV.
Единственный законный сын маркизы де Монтеспан, ставшей официальной фавориткой короля Людовика XIV.

## Биография

### Юность и начало военной карьеры
Единственный законнорожденный сын в семье Луи Анри де Пардайана де Гондрена маркиза де Монтеспан и Франсуазы-Атенаис де Рошешуар-Мортемар, был заботливо воспитан отцом в фамильном замке — шато де Боннфон — в Гаскони. В 1683 году, по достижении 18-летнего возраста, отец отправил Луи Антуана в Париж ко двору, где тот начал свою военную карьеру в звании лейтенанта-реформата (фр. lieutenant réformé), которое он получил благодаря своему отцу. В это время влияние его матери при дворе стало ослабевать из-за громкого скандала с отравлениями.
21 августа 1686 года в возрасте 20 лет Луи Антуан взял в жёны 17-летнюю Жюли Франсуазу де Крюссоль д’Юзес, старшую дочь Эммануэля II герцога д’Юзес и Мари-Жюли де Сен-Мор (фр. Marie-Julie de Sainte-Maure), которая по материнской линии была внучкой герцога де Монтозье. В этом браке родились сыновья:
- Луи де Пардайан де Гондрен (1689—1712), маркиз де Гондрен (умер раньше отца), взявший в жёны Марию Викторию де Ноайль. Это было первое замужество Марии Виктории; интересно, что вторым браком она выйдет замуж снова за сына мадам Монтеспан, только уже внебрачного от Людовика XIV;
- Пьер де Пардайан де Гондрен (1692—1733), епископ-герцог Лангра и член Французской академии.

Луи Антуан, благодаря своему браку, смог попасть в ближайший круг общения Великого Дофина. К тому же, он имел добрые отношения со своими сводными братьями по матери, Луи-Огюстом герцогом Мэнским и Луи-Александром графом Тулузы (первый был на 5 лет младше Луи Антуана, второй — на 13 лет), узаконенными сыновьями короля Людовика XIV. Однако, несмотря на большие старания, Луи Антуан не смог заполучить расположения самого короля Людовика XIV.
Людовик XIV очень любил игры и, поскольку он был особенно силён в играх на ловкость, король страстно увлёкся бильярдом. Так, в 1684 году он распорядился установить бильярдный стол в Версале в своих Внутренних апартаментах, и ещё один бильярдный стол — в Игральном салоне герцогини Бургундской. Как свидетельствуют источники, многие именитые игроки тогда разоряли друг друга, однако, молодой гасконец Луи Антуан смог сделать себе состояние, играя в бильярд.
В 1706 году Луи Антуан был обвинён в якобы ошибочном приказе, отданном во время битвы при Рамильи в ходе войны за испанское наследство. Сложно судить об объективности этого обвинения, учитывая бездарность командующего французскими войсками маршала Вильруа, но тем не менее в следующем, 1707 году Луи Антуан был отставлен с военной службы.

### Государственная деятельность
Однако в том же 1707 году скончалась его мать, бывшая официальная фаворитка короля Людовика XIV, мадам Монтеспан. С этого момента 42-летний Луи Антуан стал ощущать расположение короля. Оставшийся при дворе Луи Антуан наконец то был вознаграждён назначением губернатором Орлеана в 1707 году, а в 1708 году он получил должность Директора резиденций короля (фр. Bâtiments du Roi), несомненное преимущество которых заключалось в регулярных аудиенциях монарха.
Луи Антуан, обладая естественной склонностью к руководству, оказался превосходным организатором, умеющим преодолевать трудности. Он значительно обогатился на системе Ло (попытка ввести бумажные деньги во Франции).
Занимая должность Директора резиденций короля, Луи Антуан контролировал строительные работы в том числе и в Версале. Зная замыслы Людовика XIV, ему удалось добиться их выполнения при новом короле Людовике XV, свидетельством чего является Салон Геркулеса в Больших покоях Короля. По его распоряжению на юге Франции были разведаны и открыты новые месторождения мрамора, возле поселения Бейред, и добываемый там мрамор получил название «дыра д’Антена». Этот вид мрамора очень нравился Людовику XIV, и его использовали в отделке множества каминов Версаля, к примеру, его можно видеть в монументальном камине Салона Геркулеса.
В 1711 году Людовик XIV незадолго до своей смерти возвёл маркизат д’Антен в степень герцогства-пэрства.
В период с 1708 по 1719 известный французский художник Гиацинт Риго создал парадный портрет Луи Антуана по заказу королевской Академии живописи и скульптуры, курирование которой также входило в обязанности Луи Антуана.
В период регентства Филиппа II Орлеанского герцог д’Антен стал занимать политические должности. В Полисинодии, так называемой системе коллективного руководства, он возглавлял Совет по внутренним делам (фр. Conseil des Affaires du Dedans du Royaume). Однако Полисинодия существовала недолго, с 1715 по 1718 год, и после прекращения работы Советов герцог остался просто почётным членом Регентского Совета. Луи Антуан, как и все другие маршалы и герцоги, покинул Совет 22 февраля 1722 года. Начиная с этого момента, герцог д’Антен постепенно отходил от дел, отказавшись в 1722 году от титула герцога в пользу своего внука Луи (старший сын герцога умер в 1712 году).
В 1724 году Луи Антуан был посвящён в кавалеры Ордена Святого Духа.
Умер Луи Антуан де Пардайан де Гондрен в 1736 году.

## Недвижимость

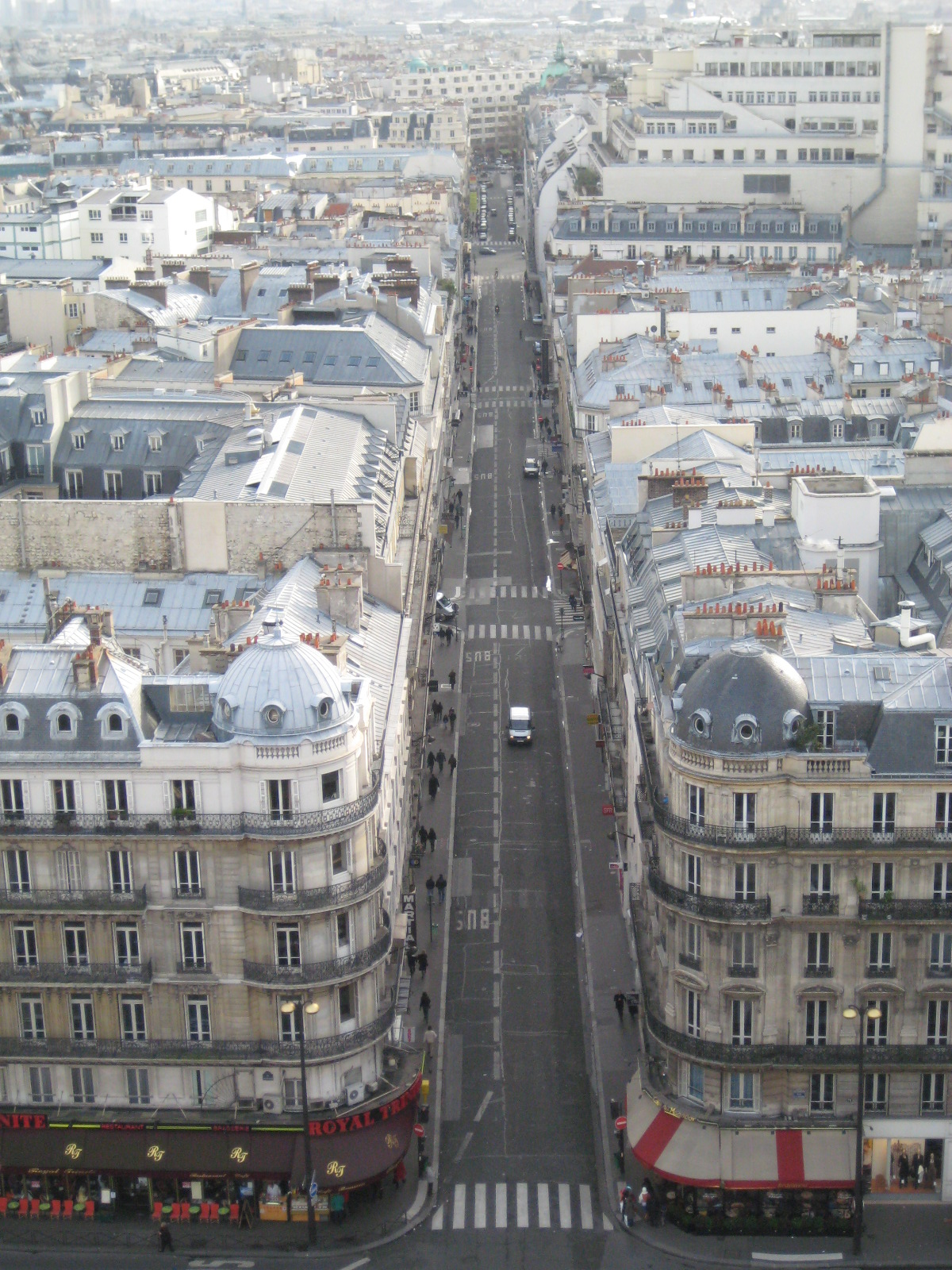
Парижская улица, носящая имя герцога д’Антена

В 1692 году герцог д’Антен купил шато де Бельгард неподалёку от поселения Бельгард и в начале XVIII века выполнил его полную реконструкцию.
В наследство от своей матери, мадам Монтеспан, он получил в 1707 году шато д'Уарон (на территории современного департамента Дё-Севр) и шато де Пти-Бурж возле города Эври на Сене.
В шато де Пти-Бурж к 1715 году он выполнил переустройство садов и парка. Именно в этом замке в 1717 году Луи Антуан принимал русского царя Петра I. Затем, около 1720 года, герцог д’Антен заказал строительство нового дворца на территории этой усадьбы архитектору Пьеру Кайто (фр. Pierre Cailleteau) (также известному как Лассюранс). Над внутренним декором работали самые знаменитые французские мастера того времени. В Луврском музее представлены две двухметровые статуи — Людовика XV и Марии Лещинской — которые Луи Антуан в 1725 году заказал скульптору Никола Кусту и которые были установлены в новом дворце Пти-Бурж. Этот дворец был полностью разрушен новым владельцем в 1756 году.
Парижский особняк герцога д’Антена дал название шоссе Дантена в центре современного Парижа.

## Опубликованные работы
- Мемуары, опубликованные Жюстом де Ноайлем в Париже в издательстве Общества французских библиофилов, 1821 год
- Discours de ma vie et de mes pensées, 1822 год
- Le duc d’Antin et Louis XIV : rapports sur l’administration des bâtiments, annotés par le Roi, Париж, Académie des bibliophiles, 1869 год